# Quand Dieu ricane
Quand Dieu ricane (When God Laughs and Other Stories) est un recueil de nouvelles de Jack London, publié en 1911.

## Historique
La plupart des nouvelles ont fait l'objet d'une publication antérieure dans des périodiques avant janvier 1911.

## Les nouvelles
L'édition de  The Macmillan Co de janvier 1911 comprend onze nouvelles:
- Quand Dieu ricane (When God Laughs)
- L'Apostat (The Apostate)
- Une fille perdue (A Wicked Woman)
- Rien que de la viande (Just Meat)
- Ses créatures (Created He Them)
- Le Chinago (The Chinago)
- Faire route à l’Ouest (Make Westing)
- L’Homme sans nom (Semper Idem)
- Un nez pour le roi  (A Nose For the King)
- Il était un navire  (The "Francis Spaight")
- Un curieux fragment (A Curious Fragment)
- Le Bifteck (A Piece of Steak)

## Éditions

### Éditions en anglais
- When God Laughs and Other Stories, un volume chez  The Macmillan Co, New York, janvier 1911.

### Traductions en français
- Quand Dieu ricane, traduction de Louis Postif, revue et complétée par Frédéric Klein, Paris, Éditions Phébus, coll. « Libretto », octobre 2005.

## Source
- http://www.jack-london.fr/bibliographie